# Symbole pogody (mapa)
Symbole pogody na mapie synoptyczniej używane są w tzw. modelu stacji synoptycznej.

## Symbole pogody i ich opis
| Symbol | Numer | Opis po angielsku | Opis po polsku |
| ------ | ----- | --- | --- |
|        | 00    | Cloud development not observed or not observable during past hour (not plotted) | niebo bezchmurne |
|        | 01    | Clouds generally dissolving or becoming less developed during past hour (not plotted) | chmury na ogół zanikają lub stają się cieńsze |
|        | 02    | Sky cover on the whole unchanged during past hour (not plotted) | stan nieba na ogół bez zmian |
|        | 03    | Clouds generally forming or developing during past hour (not plotted) | chmury w stadium tworzenia lub rozwoju |
|        | 04    | Visibility reduced by smoke | widzialność zmniejszona przez dym |
|        | 05    | Haze | zmętnienie (zamglenie) |
|        | 06    | Widespread dust in suspension in the air, not raised by wind at or near the station at the time of observation                                                                                            | pył zawieszony w powietrzu nie wzniesiony przez wiatr na stacji lub w jej pobliżu w czasie obserwacji)                                                                         |
|        | 07    | Dust or sand raised by the wind at or near the station at the time of the observation, but no well-developed dust whirl(s), and no sandstorm seen: or, in the case of ships, blowing spray at the station | pył lub piasek wzniesiony przez wiatr w czasie obserwacji, na stacji lub w jej pobliżu, lecz bez wyraźnych wirów pyłowych lub piaskowych czy też wichury pyłowej lub piaskowej |
|        | 08    | Well developed dust whirl(s) or sand whirl(s) seen at or near the station during the preceding hour or at the time of observation, but no duststorm or sandstorm                                          | silnie rozwinięte wiry pyłowe lub piaskowe obserwowane na stacji lub w pobliżu stacji w czasie obserwacji lub w ciągu ostatniej godziny, lecz nie wichura pyłowa lub piaskowa  |
|        | 09    | Duststorm or sandstorm within sight at the time of observation, or at the station during the preceding hour                                                                                               | wichura pyłowa lub piaskowa w zasięgu widzenia w czasie obserwacji lub na stacji w ciągu ostatniej godziny                                                                     |
|        | 10    | Mist | zamglenie |
|        | 11    | Patches of shallow fog at station, not deeper than 6 feet on land | cienka warstwa mgły lub mgły lodowej na stacji, do 2 m na lądzie lub do 10 m na morzu - w płatach                                                                              |
|        | 12    | More or less continuous shallow fog at station, not deeper than 6 feet on land | cienka warstwa mgły lub mgły lodowej na stacji, do 2 m na lądzie lub do 10 m na morzu - mniej lub bardziej ciągła                                                              |
|        | 13    | Lightning visible, no thunder heard | widoczna błyskawica, nie słychać grzmotu |
|        | 14    | Precipitation (Virga) within sight, but not reaching the ground | opad w polu widzenia nie sięgający gruntu lub powierzchni morza |
|        | 15    | Precipitation within sight, reaching ground or the surface of the sea, but distant, i.e. estimated to be more than 3 miles from the station                                                               | opad w polu widzenia sięgający gruntu lub powierzchni morza, lecz w większej odległości od stacji (ponad 5 km)                                                                 |
|        | 16    | Precipitation (Praecipitatio) within sight, reaching the ground or the surface of the sea, near to (within 3 miles), but not at the station                                                               | opad w polu widzenia sięgający gruntu lub powierzchni morza w pobliżu stacji, lecz nie na stacji                                                                               |
|        | 17    | Thunder heard, but no precipitation at the station | grzmot w czasie obserwacji, ale bez opadu na stacji |
|        | 18    | Squall(s) within sight during past hour | nawałnica - na stacji lub w polu widzenia w czasie obserwacji lub w ciągu ostatniej godziny                                                                                    |
|        | 19    | Funnel cloud(s) / Tornado(s) during the preceding hour or at time of observation | trąba powietrzna |
|        | 20    | Drizzle (not freezing) or snow grains not falling as shower(s) ended in the past hour | mżawka (nie marznąca) |
|        | 21    | Rain (not freezing) not falling as shower(s) ended in the past hour | deszcz (nie marznący) |
|        | 22    | Snow not falling as shower(s) ended in the past hour | śnieg |
|        | 23    | Rain and snow or ice pellets not falling as shower(s) ended in the past hour | deszcz ze śniegiem lub deszcz lodowy |
|        | 24    | Freezing drizzle or freezing rain not falling as shower(s) ended in the past hour | mżawka marznąca lub deszcz marznący |
|        | 25    | Shower(s) of rain ended in the past hour | przelotny deszcz |
|        | 26    | Shower(s) of snow, or of sleet ended in the past hour | przelotny śnieg |
|        | 27    | Shower(s) of hail, or of rain and hail ended in the past hour | przelotny grad |
|        | 28    | Fog or ice fog ended in the past hour | mgła lub mgła lodowa |
|        | 29    | Thunderstorm (with or without precipitation) ended in the past hour | burza |
|        | 30    | Slight or moderate duststorm or sandstorm (has decreased during the preceding hour) | słaba lub umiarkowana wichura pyłowa lub piaskowa o zmniejszającej się intensywności                                                                                           |
|        | 31    | Slight or moderate duststorm or sandstorm (no appreciable change during the preceding hour) | słaba lub umiarkowana wichura pyłowa lub piaskowa o niezmieniającej się intensywności                                                                                          |
|        | 32    | Slight or moderate duststorm or sandstorm (has begun or increased during the preceding hour) | słaba lub umiarkowana wichura pyłowa lub piaskowa o zwiększającej się intensywności                                                                                            |
|        | 33    | Severe duststorm or sandstorm has decreased during the preceding hour | silna wichura pyłowa lub piaskowa o zmniejszającej się intensywności |
|        | 34    | Severe duststorm or sandstorm has no appreciable change during the preceding hour | silna wichura pyłowa lub piaskowa o niezmieniającej się intensywności |
|        | 35    | Severe duststorm or sandstorm has begun or increased during the preceding hour | silna wichura pyłowa lub piaskowa o zwiększającej się intensywności |
|        | 36    | Slight or moderate drifting snow (generally below eye level) | słaba lub umiarkowana zamieć śnieżna niska |
|        | 37    | Heavy drifting snow (generally below eye level) | silna zamieć śnieżna niska |
|        | 38    | Slight or moderate blowing snow (generally above eye level) | słaba lub umiarkowana zamieć śnieżna wysoka |
|        | 39    | Heavy drifting snow (generally above eye level) | silna zamieć śnieżna wysoka |
|        | 40    | Fog at a distance at the time of observation, but not at the station during the preceding hour, the fog or ice fog extending to a level above that of the observer                                        | mgła (mgła lodowa) w pewnej odległości od stacji |
|        | 41    | Fog in patches | mgła (mgła lodowa) w płatach |
|        | 42    | Fog sky visible (has become thinner during preceding hour) | mgła (mgła lodowa), niebo widoczne, staje się rzadsza |
|        | 43    | Fog sky obscured (has become thinner during preceding hour) | mgła (mgła lodowa), niebo niewidoczne, staje się rzadsza |
|        | 44    | Fog sky visible (no appreciable change during the preceding hour) | mgła (mgła lodowa), niebo widoczne, bez zmian w ciągu ostatniej godziny |
|        | 45    | Fog sky obscured (no appreciable change during the preceding hour) | mgła (mgła lodowa), niebo niewidoczne, bez zmian w ciągu ostatniej godziny |
|        | 46    | Fog sky visible (has begun or has become thicker during the preceding hour) | mgła (mgła lodowa), niebo widoczne, gęstnieje |
|        | 47    | Fog sky obscured (has begun or has become thicker during the preceding hour) | mgła (mgła lodowa), niebo niewidoczne, gęstnieje |
|        | 48    | Fog, depositing rime ice, sky visible | mgła osadzająca szadź, niebo widoczne |
|        | 49    | Fog, depositing rime ice, or ice fog, sky obscured | mgła osadzająca szadź, niebo niewidoczne |
|        | 50    | Drizzle, not freezing, intermittent (slight at time of observation) | słaba, niemarznąca mżawka z przerwami |
|        | 51    | Drizzle, not freezing, continuous (slight at time of observation) | słaba, niemarznąca, ciągła mżawka |
|        | 52    | Drizzle, not freezing, intermittent (moderate at time of observation) | umiarkowana, niemarznąca mżawka z przerwami |
|        | 53    | Drizzle, not freezing, continuous (moderate at time of observation) | umiarkowana, niemarznąca, ciągła mżawka |
|        | 54    | Drizzle, not freezing, intermittent (heavy at time of observation) | intensywna, niemarznąca mżawka z przerwami |
|        | 55    | Drizzle, not freezing, continuous (heavy at time of observation) | intensywna, niemarznąca, ciągła mżawka |
|        | 56    | Drizzle, freezing, slight | słaba marznąca mżawka |
|        | 57    | Drizzle, freezing, moderate or heavy | umiarkowana lub silna marznąca mżawka |
|        | 58    | Drizzle and rain, slight | słaba mżawka z deszczem |
|        | 59    | Drizzle and rain, moderate or heavy | umiarkowana lub silna mżawka z deszczem |
|        | 60    | Rain, not freezing, intermittent (slight at time of observation) | niemarznący, słaby deszcz z przerwami |
|        | 61    | Rain, not freezing, continuous (slight at time of observation) | niemarznący, słaby, ciągły deszcz |
|        | 62    | Rain, not freezing, intermittent (moderate at time of observation) | niemarznący, umiarkowany deszcz z przerwami |
|        | 63    | Rain, not freezing, continuous (moderate at time of observation) | niemarznący, umiarkowany, ciągły deszcz |
|        | 64    | Rain, not freezing, intermittent (heavy at time of observation) | niemarznący, silny deszcz z przerwami |
|        | 65    | Rain, not freezing, continuous (heavy at time of observation) | niemarznący, silny, ciągły deszcz |
|        | 66    | Rain, freezing, slight | słaby marznący deszcz |
|        | 67    | Rain, freezing, moderate or heavy | umiarkowany lub silny marznący deszcz |
|        | 68    | Rain or drizzle and snow, slight | słaby deszcz ze śniegiem |
|        | 69    | Rain or drizzle and snow, moderate or heavy | umiarkowany lub silny deszcz ze śniegiem |
|        | 70    | Intermittent fall of snowflakes (slight at time of observation) | słaby śnieg z przerwami |
|        | 71    | Continuous fall of snowflakes (slight at time of observation) | słaby, ciągły śnieg |
|        | 72    | Intermittent fall of snowflakes (moderate at time of observation) | umiarkowany śnieg z przerwami |
|        | 73    | Continuous fall of snowflakes (moderate at time of observation) | umiarkowany, ciągły śnieg |
|        | 74    | Intermittent fall of snowflakes (heavy at time of observation) | silny śnieg z przerwami |
|        | 75    | Continuous fall of snowflakes (heavy at time of observation) | silny, ciągły śnieg |
|        | 76    | Ice needles (with or without fog) | słupki lodowe |
|        | 77    | Snow grains (with or without fog) | śnieg ziarnisty |
|        | 78    | Isolated star-like snow crystals (with or without fog) | oddzielne gwiazdki śniegu |
|        | 79    | Ice pellets (sleet in US) | ziarna lodowe lub deszcz lodowy |
|        | 80    | Rain shower(s), slight | słaby przelotny deszcz |
|        | 81    | Rain shower(s), moderate or heavy | umiarkowany lub silny przelotny deszcz |
|        | 82    | Rain shower(s), violent | gwałtowny przelotny deszcz |
|        | 83    | Shower(s) of sleet, slight | słaby przelotny deszcz ze śniegiem |
|        | 84    | Shower(s) of sleet, moderate or heavy | umiarkowany lub silny przelotny deszcz ze śniegiem |
|        | 85    | Snow shower(s), slight | słaby przelotny śnieg |
|        | 86    | Snow shower(s), moderate or heavy | umiarkowany lub silny przelotny śnieg |
|        | 87    | Shower(s) of snow pellets or small hail, slight with or without rain or mixture of rain and snow | słabe przelotne krupy lodowe lub śnieżne |
|        | 88    | Shower(s) of snow pellets or small hail, moderate or heavy with or without rain or mixture of rain and snow                                                                                               | umiarkowane lub silne, przelotne krupy lodowe lub śnieżne |
|        | 89    | Shower(s) of hail, with or without rain or sleet, not associated with thunder, slight | słaby przelotny grad |
|        | 90    | Shower(s) of hail, with or without rain or sleet, not associated with thunder, moderate or heavy | umiarkowany lub silny przelotny grad |
|        | 91    | Thunderstorm during the preceeding hour but not at time of observation with slight rain at time of observation                                                                                            | burza w ciągu ostatniej godziny, w czasie obserwacji lekki deszcz |
|        | 92    | Thunderstorm during the preceeding hour but not at time of observation with moderate or heavy rain at time of observation                                                                                 | burza w ciągu ostatniej godziny, w czasie obserwacji umiarkowany lub silny deszcz                                                                                              |
|        | 93    | Thunderstorm during the preceeding hour but not at time of observation with slight snow, or sleet, or hail at time of observation                                                                         | burza w ciągu ostatniej godziny, w czasie obserwacji lekki śnieg lub deszcz ze śniegiem                                                                                        |
|        | 94    | Thunderstorm during the preceeding hour but not at time of observation with moderate or heavy snow, or sleet, or hail at time of observation                                                              | burza w ciągu ostatniej godziny, w czasie obserwacji umiarkowany lub silny śnieg lub deszcz ze śniegiem                                                                        |
|        | 95    | Thunderstorm, slight or moderate, without hail but with rain and or snow at time of observation | lekka lub umiarkowana burza w czasie obserwacji |
|        | 96    | Thunderstorm, slight or moderate, with hail at time of observation | lekka lub umiarkowana burza z gradem w czasie obserwacji |
|        | 97    | Thunderstorm, heavy, without hail but with rain and or snow at time of observation | silna burza |
|        | 98    | Thunderstorm combined with duststorm or sandstorm at time of observation | silna burza z wichurą pyłową lub piaskową |
|        | 99    | Thunderstorm, heavy, with hail at time of observation | silna burza z gradem |